# Route 9 (Paraguay)
Pour les articles homonymes, voir Route 9.
La route 9 (en espagnol : Ruta 9 ou Ruta Nacional N° 9 "Dr. Carlos Antonio López"), également appelée Ruta Transchaco, est une route du Paraguay reliant Asunción à la frontière bolivienne. Sa longueur est de 835 km.

## Péages
- km 20 : Péage de Puente Remanso
- km 49 : Péage de Cerrito
- km 270 : Péage de Pozo Colorado

## Localités
| Kilomètre | Localité                              | Département      | Intersection |
| --------- | ------------------------------------- | ---------------- | ------------ |
| 0         | Asunción                              | Distrito Capital |              |
| 17        | Mariano Roque Alonso                  | Central          | Route 3      |
| 26        | Villa Hayes                           | Pte. Hayes       |              |
| 34        | Benjamín Aceval (es)                  | Pte. Hayes       |              |
| 270       | Pozo Colorado                         | Pte. Hayes       | Route 5      |
| 415       | Loma Plata (es)                       | Boquerón         |              |
| 434       | Filadelfia                            | Boquerón         |              |
| 593       | Mariscal José Félix Estigarribia (es) | Boquerón         |              |